# Pyrinia rufinaria
Pyrinia rufinaria är en fjärilsart som beskrevs av William Schaus 1912. Pyrinia rufinaria ingår i släktet Pyrinia och familjen mätare. Inga underarter finns listade.